# Plantsoen (Leiden)

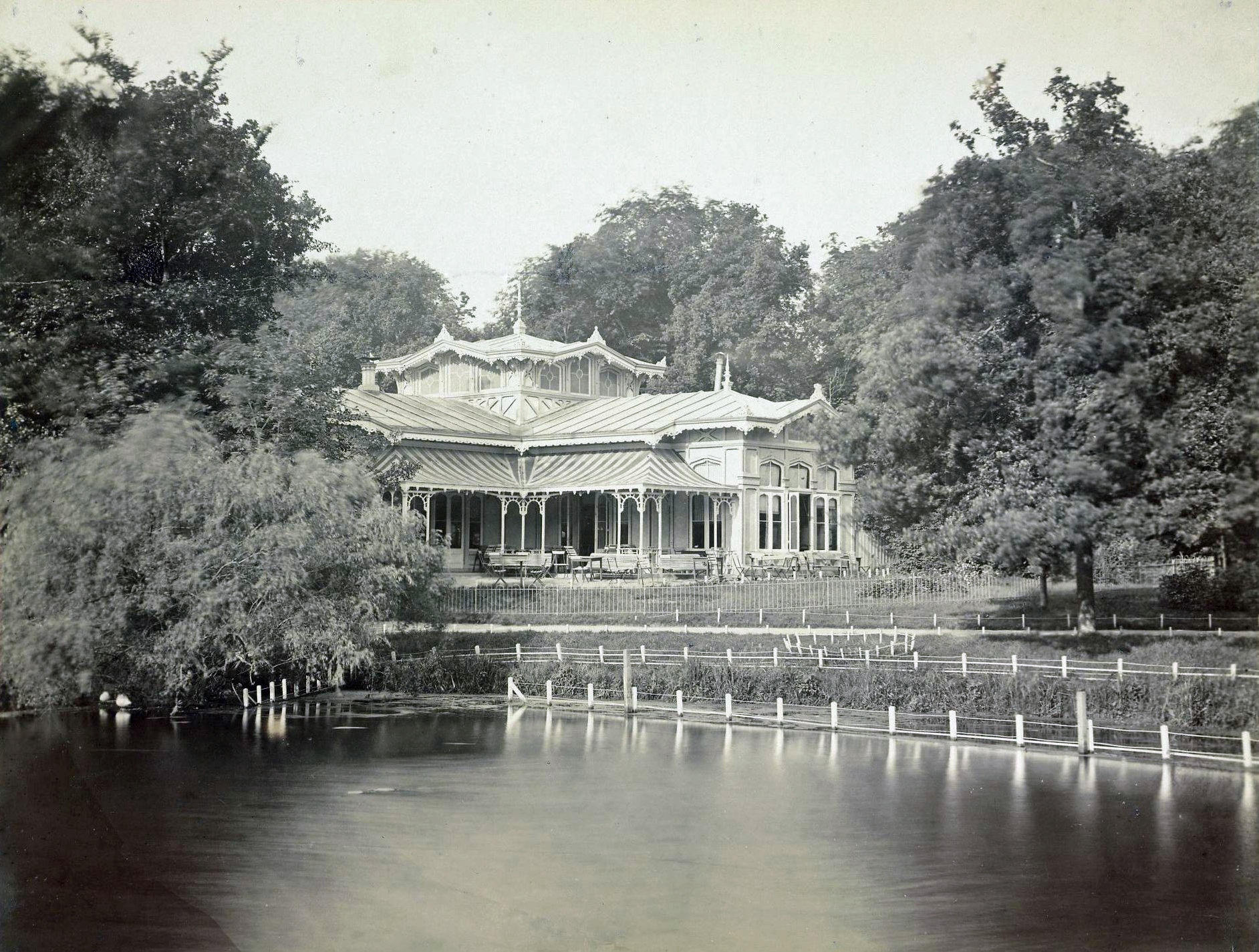
Paviljoen van de voormalige sociëteit Musis Sacrum, gesloopt in 1928

Het Plantsoen is een negentiende-eeuws stadspark of plantsoen in de binnenstad van de Nederlandse stad Leiden. Het is tevens de naam van de aanliggende straat. Het Plantsoen is een gemeentelijk monument.
Het stadspark, in Engelse landschapsstijl, is gelegen op de voormalige bolwerken langs de Zoeterwoudsesingel, die in 1830 werden geslecht. Het eerste ontwerp van J.D. Zocher jr. uit 1835 werd niet uitgevoerd, maar een aansluitend, goedkoper plan van stadsarchitect Salomon van der Paauw wel. Het park werd vervolgens tussen 1835 en 1842 aangelegd.
Na de sloop van de Hogewoerdsbinnenpoort maakten J.D. Zocher jr. en L.P Zocher in 1867 een ontwerp voor een plantsoenaanleg. Dit ontwerp valt echter niet op het perceel van de Plantage te projecteren.
De muzieksociëteit Musis Sacrum had van 1870 tot 1929 een stuk park tot haar beschikking op een heuvel op het oostelijke bolwerk (tegenover de huidige Fruinlaan), waar zij een paviljoen, muziektent en terras had. In 1928 werd dit complex gesloopt en de heuvel afgegraven. Alleen de muziektent bleef nog staan en werd gerenoveerd, maar verdween laat in de jaren dertig ook.
Aan het eind van de negentiende eeuw werd de aanliggende binnenvestgracht gedempt, waardoor bouwgrond vrijkwam voor statige herenhuizen met een tuin aan de plantsoenzijde. Voor de tuinen en een slingerende ontsluitingsweg moest een gedeelte van het park wijken. Met het dempen van het Levendaal in 1935 en de aanleg van de Plantagelaan naar de Hoge Rijndijk werd het Plantsoen van de Plantage afgesneden. Voor deze doorbraak moest ook een pand aan de Plantage gesloopt worden.
Het Plantsoen heeft sinds 1867 een volière. Ook was ooit een deel van de singel ingericht als zwanen- of eendenvijver. Sinds 27 juni 2012 heeft het plantsoen weer een vijver met fontein.

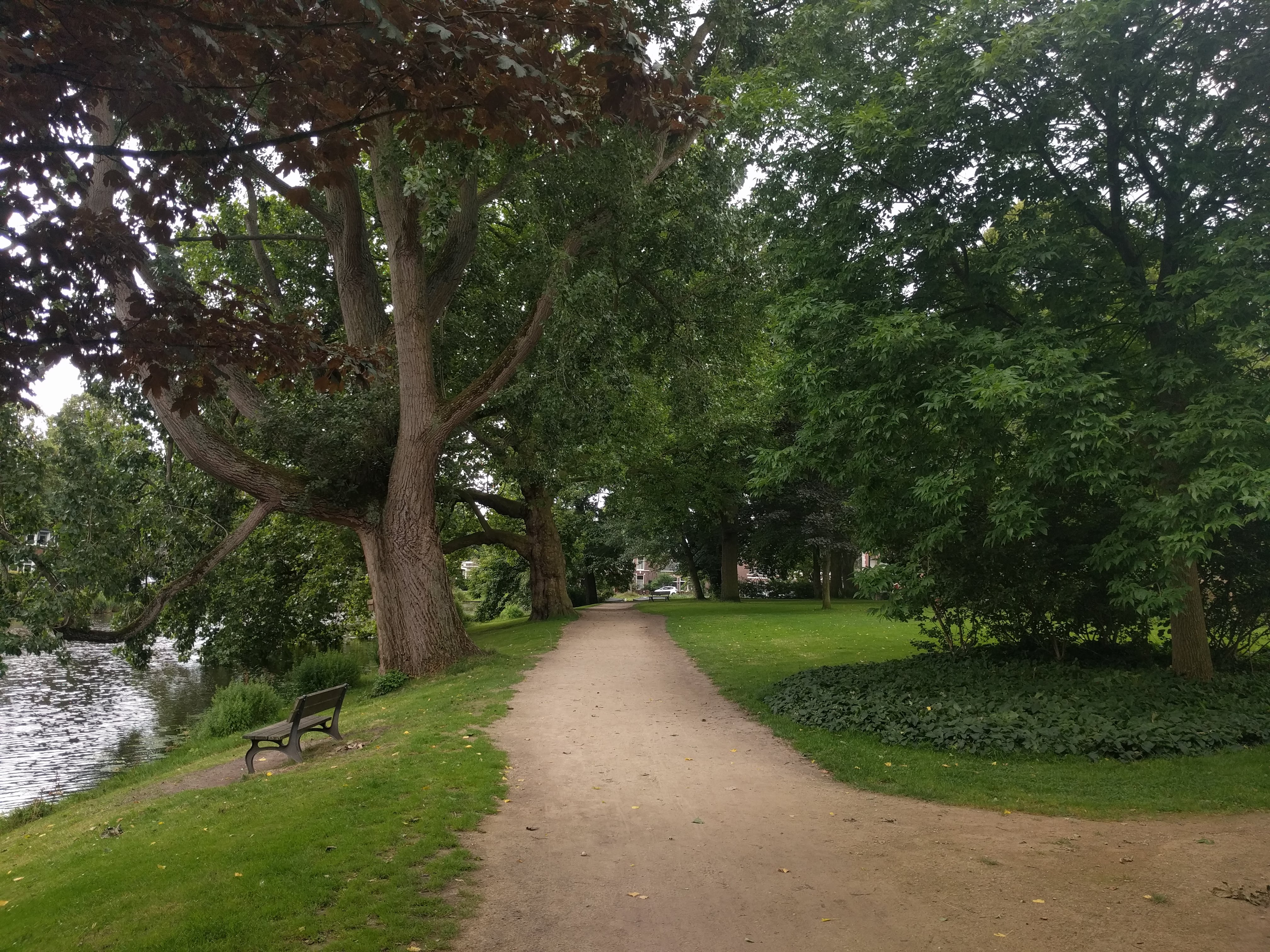
Plantsoen
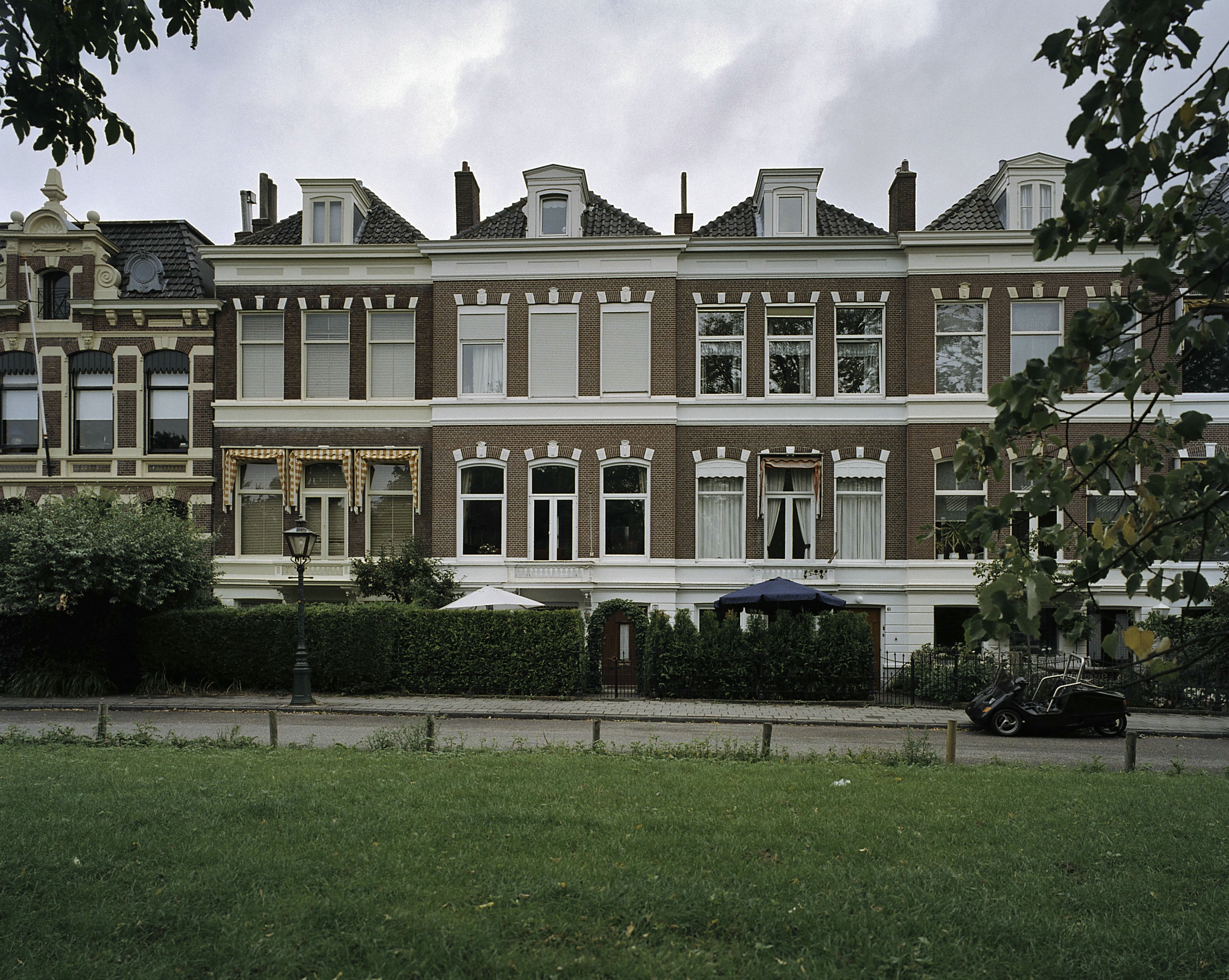
Karakteristieke gevelrij
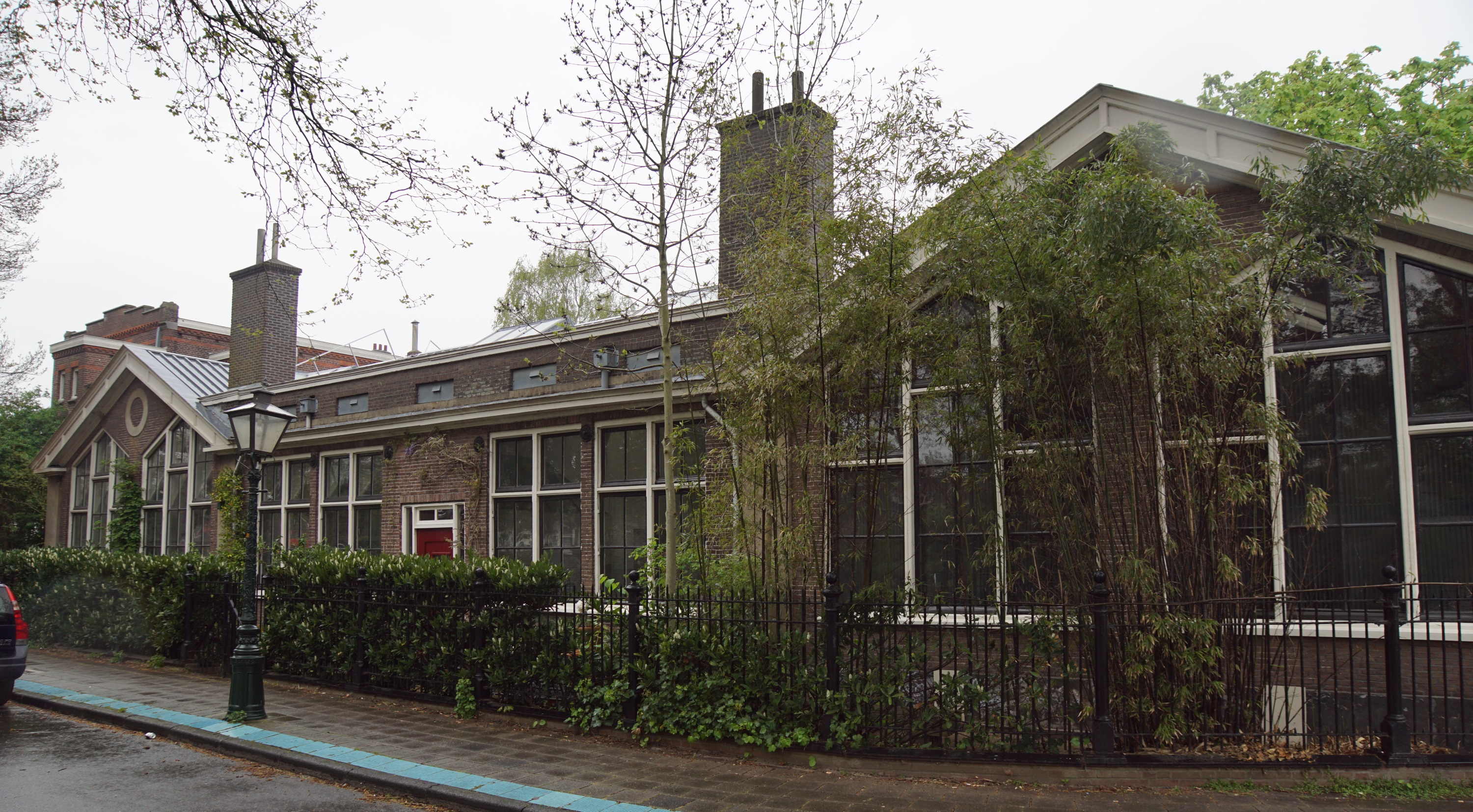
Tot woningen verbouwd voormalig schoolgebouw
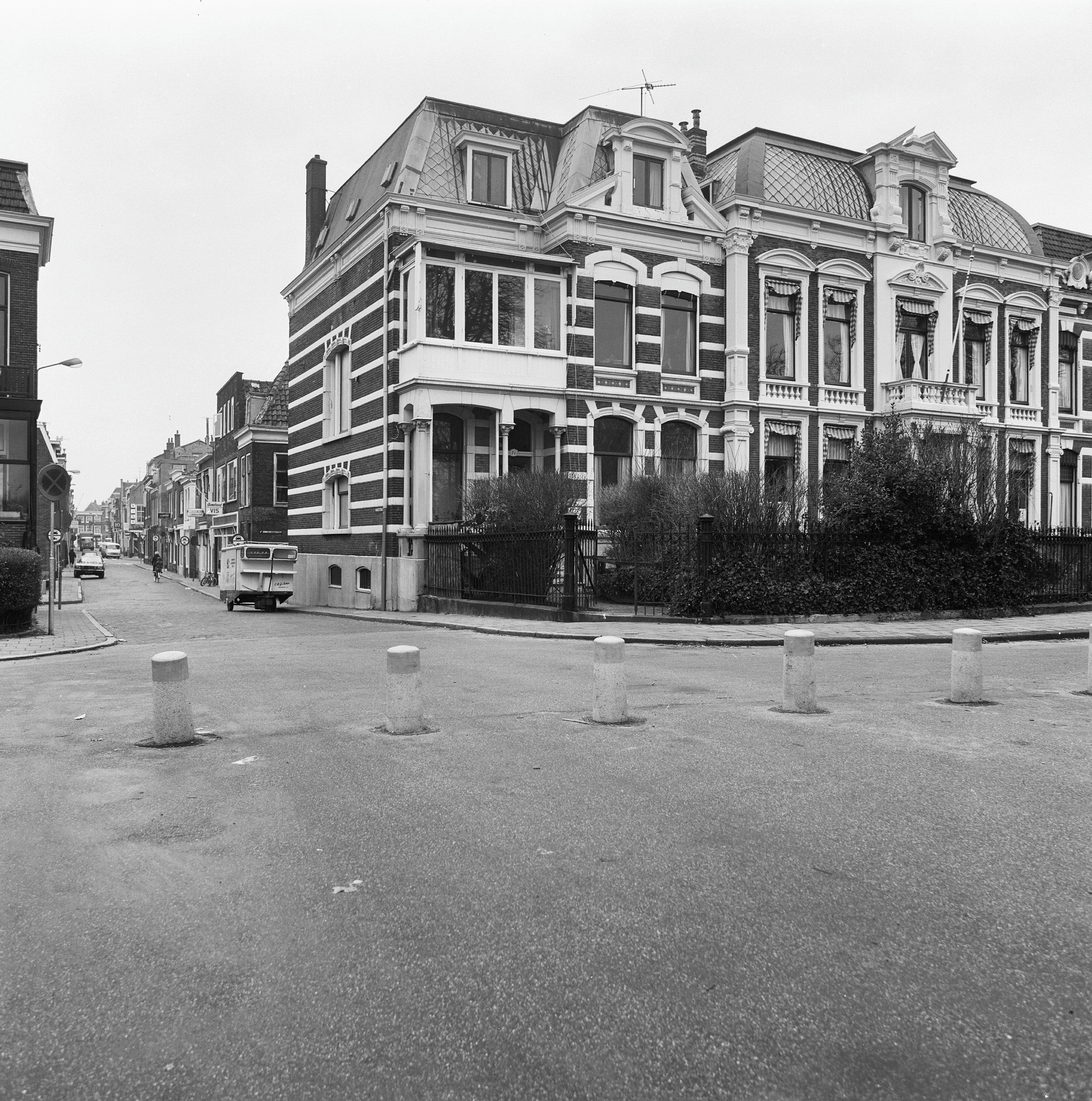
Hoek Plantsoen-Kraaierstraat